# 尹錫璨
尹 錫璨（ユン・シャクチャン、Seok-chan "Channy" Yun、1973年1月19日生まれ）は、韓国の技術者。
韓国ウェブ標準とウェブの相互運用性について広報してきており、Wall Street Journalによると、「非営利オープンソースのWebブラウザ開発プロジェクトであるMozillaの韓国のコミュニティリーダー"として知られている。
彼は現在、AWS (Amazon Web Services) でテクノロジー・エバンジェリストとして働いている。韓国2大インターネットポータルであるDaum.netでテックエバンジェリストとして、さまざまなオープンAPIを公開し、開発者のコミュニティを育成しました。韓国の開発者のクラウドコンピューティングの活用を支援する仕事をしています。韓国の有名な技術ブロガーとしてChanny’s Blogを運営しており、6万人のツイッターをフォローを持っています。